# Tournoi féminin des moins de 20 ans de l'Union nord-africaine de football 2023
Navigation
Maroc 2019 Maroc 2024
Le tournoi féminin des moins de 20 ans de l'Union nord-africaine de football 2023 est la deuxième édition du tournoi féminin de l'UNAF.
La compétition a lieu dans la ville du Kram en Tunisie du 14 au 18 mars 2023,.
Le Maroc remporte le tournoi et conserve ainsi son titre.

## Format
La compétition se déroule sous la forme d'un petit championnat à l'issue duquel l'équipe qui termine à la première place remporte le titre. Les matchs se jouent en deux mi-temps de quarante minutes.
Les joueuses nées entre le 1er janvier 2003 et 31 décembre 2007 sont éligibles à participer au tournoi.

## Participants
| Équipes | Participation | Dernière particip. | Meilleur parcours |
| ------- | ------------- | ------------------ | ----------------- |
| Algérie | 2e            | 2019               | 3e place (2019)   |
| Égypte  | 1re           | -                  | -                 |
| Maroc   | 2e            | 2019               | Vainqueur (2019)  |
| Tunisie | 2e            | 2019               | 4e place (2019)   |

## Lieu
Le Kram est désignée comme ville hôte du tournoi.
| \| Localisation sur la carte de Tunisie · Le Kram \| Localisation sur la carte de Tunisie Le Kram. |
| Localisation sur la carte de Tunisie · Le Kram                                                     |

| Localisation sur la carte de Tunisie · Le Kram |

## Tournoi
Le programme des matchs est annoncé par l'UNAF le 22 février 2023,.
| Rang | Équipe  | Pts | J | G | N | P | Bp | Bc | Diff |
| ---- | ------- | --- | - | - | - | - | -- | -- | ---- |
| 1    | Maroc   | 7   | 3 | 2 | 1 | 0 | 5  | 1  | +4   |
| 2    | Algérie | 7   | 3 | 2 | 1 | 0 | 7  | 4  | +3   |
| 3    | Égypte  | 3   | 3 | 1 | 0 | 2 | 4  | 4  | 0    |
| 4    | Tunisie | 0   | 3 | 0 | 0 | 3 | 3  | 10 | −7   |

### Matchs

#### Journée 1
| 14 mars 2023 | Tunisie           | 1 - 3   | Égypte                                                             | Stade du Kram, Le Kram  |                         |
| 11:00 UTC+1  | Ons Boussaida 73e | (0 - 1) | 18e (pen.) Nadia Ramadan · 44e Hala Mostafa Musa · 56e Laila Zaher | Arbitrage : Ghada Mahat | Arbitrage : Ghada Mahat |
| 11:00 UTC+1  | Rapport           |         |                                                                    | Arbitrage : Ghada Mahat | Arbitrage : Ghada Mahat |

| 14 mars 2023 | Maroc          | 1 - 1   | Algérie            | Stade du Kram, Le Kram   |                          |
| 14:00 UTC+1  | Hajar Said 12e | (1 - 0) | 68e Ikram Hammoudi | Arbitrage : Emna Ajbouni | Arbitrage : Emna Ajbouni |
| 14:00 UTC+1  | Rapport        |         |                    | Arbitrage : Emna Ajbouni | Arbitrage : Emna Ajbouni |

#### Journée 2
| 16 mars 2023 | Maroc                                                               | 3 - 0   | Tunisie                 | Stade du Kram, Le Kram |                        |
| 11:00 UTC+1  | Ambre Basser-Drunet 14e · Amal Cherkane 40+2e · Dania Boussatta 55e | (2 - 0) |                         | Arbitrage : Nora Samir | Arbitrage : Nora Samir |
| 11:00 UTC+1  |                                                                     | Rapport | 44e Manelle Ben Mohamed | Arbitrage : Nora Samir | Arbitrage : Nora Samir |

| 16 mars 2023 | Algérie                                         | 2 - 1   | Égypte                | Stade du Kram, Le Kram  |                         |
| 14:00 UTC+1  | 74e (pen.) Amélia Zemma · 80e Ikram Sidi Moussa | (0 - 1) | 29e Hala Mostafa Musa | Arbitrage : Amina Fakhr | Arbitrage : Amina Fakhr |
| 14:00 UTC+1  | Rapport                                         |         |                       | Arbitrage : Amina Fakhr | Arbitrage : Amina Fakhr |

#### Journée 3
| 18 mars 2023 | Égypte  | 0 - 1   | Maroc               | Stade du Kram, Le Kram   |                          |
| 12:00 UTC+1  |         | (0 - 0) | 80+1e Nora Nouhaili | Arbitrage : Emna Ajbouni | Arbitrage : Emna Ajbouni |
| 12:00 UTC+1  | Rapport |         |                     | Arbitrage : Emna Ajbouni | Arbitrage : Emna Ajbouni |

| 18 mars 2023 | Tunisie              | 2 - 4   | Algérie                                                           | Stade du Kram, Le Kram |                        |
| 15:00 UTC+1  | Kamar Laamouz 6e 68e | (1 - 3) | 7e 23e Amélia Zemma · 26e (csc) Malek Chehoud · 57e Thiziri Baali | Arbitrage : Nora Samir | Arbitrage : Nora Samir |
| 15:00 UTC+1  | Rapport              |         |                                                                   | Arbitrage : Nora Samir | Arbitrage : Nora Samir |

### Buteuses
3 buts
- Amélia Zemma

2 buts
- Hala Mostafa Musa
- Kamar Laamouz

1 but
- Thiziri Baali
- Ikram Hammoudi
- Ikram Sidi Moussa
- Laila Zaher
- Nadia Ramadan
- Hajar Said
- Ambre Basser-Drunet
- Amal Cherkane
- Dania Boussatta
- Nora Nouhaili
- Ons Boussaida

1 but CSC
- Malek Chehoud

Dernière mise à jour : 18 mars 2023

### Passeuses décisives
3 passes
- Nadia Ramadan

2 passes
- Houda Elmestour

1 passe
- Sonia Belkacem
- Anais Oularbi
- Lisa Jacob
- Dania Boussatta
- Kamar Laamouz
- Yasmine Ben Kaabia

Dernière mise à jour : 18 mars 2023[réf. nécessaire]